# Hermann Karcher
Hermann Karcher (1938) é um matemático alemão, que trabalha com geometria diferencial.
Karcher obteve um doutorado em 1966 na Universidade Técnica de Berlim, orientado por Kurt Leichtweiß, com a tese Konvexe Kurven auf zweidimensionalen Riemannschen Mannigfaltigkeiten.. No pós-doutorado esteve no Instituto Courant de Ciências Matemáticas com James Johnston Stoker. Foi a partir da década de 1970 professor na Universidade de Bonn.
Dentre seus doutorandos constam Konrad Polthier e Uwe Abresch.

## Publicações
- com Konrad Polthier Geometrie der Minimalflächen, Spektrum der Wissenschaft, Outubro de 1990
- Eingebettete Minimalflächen und ihre Riemannschen Flächen, Jahresbericht Associação dos Matemáticos da Alemanha (DMV), Volume 101,  1999, p. 72–96
- Globale Riemannsche Geometrie, Jahresbericht DMV, Volume 77, 1975, p. 66–77, Online
- Remarks on polyhedra with given dihedral angles, Comm.Pure Appl. Math., Volume 21, 1968, p. 169–174
- A geometric classification of curved symmetric spaces and the isoparametric construction of the  Cayley plane, Asterisque, Nr. 163/164, 1989, p. 111
- Embedded minimal surfaces derived from Scherk´s example, Manuscripta Mathematica, Volume 62, 1988, p. 83–114, Online
- Riemannian comparison constructions, in S. S. Chern (Ed.) Global Differential Geometry, Mathematical Association of America 1989, p. 170–222
- com Ernst Heintze A general comparison theorem with application to volume estimates for submanifolds, Ann. Sci. Ecole Normale Superieure, Volume 11, 1978, p. 451–470
- com Jürgen Jost Geometrische Methoden zur Gewinnung von a priori Schranken für harmonische Abbildungen, Manuscripta Mathematica, Volume 40, 1982, p. 27–77, Online
- Submersions via projections, Geometriae dedicata, Volume 74, 1999, p. 249
- com Jürg Peter Buser Almost flat manifolds, Asterisque, Volume 81, 1981 (Theorie von Gromow)
- com David Hoffman Complete embedded minimal surfaces of finite total curvature, in Robert Osserman (Ed.) Geometry V, Encyclopedia of Mathematical Sciences, Volume 90, Springer Verlag 1997
- Editor com Stefan Hildebrandt Geometric Analysis and Nonlinear Partial Differential Equations, Springer Verlag, 2003